# Выксунский Иверский монастырь
Вы́ксунский И́верский монасты́рь — женский монастырь Выксунской епархии Русской православной церкви. Расположен в городе Выксе Нижегородской области.

## История

### Основание богадельни

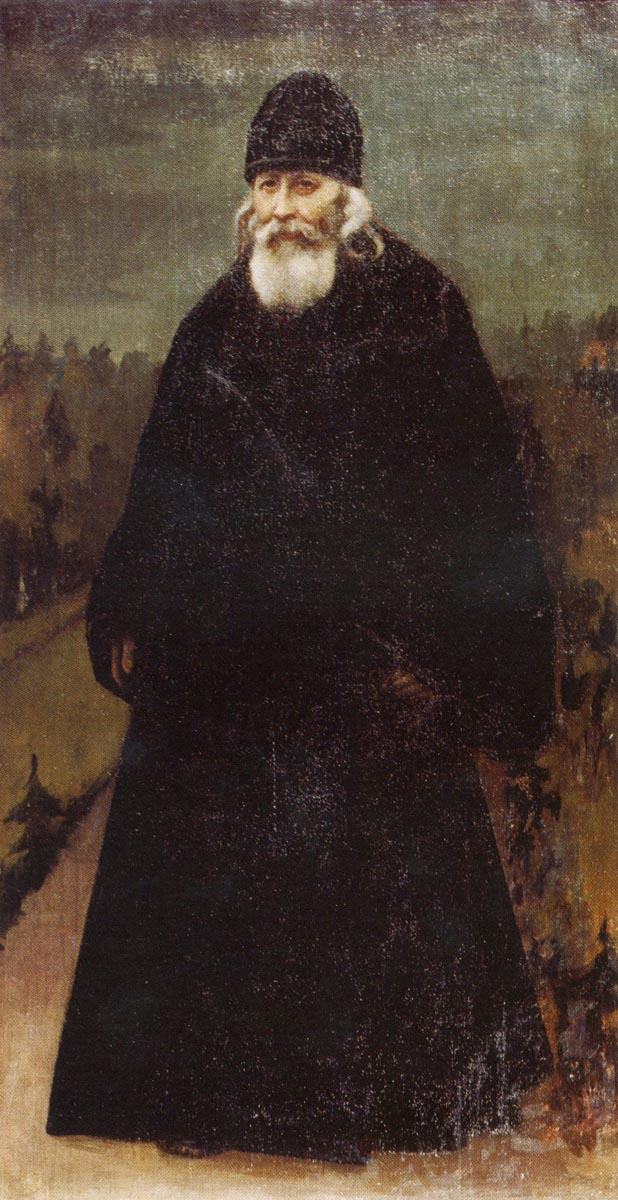
Преподобный Варнава Гефсиманский

История Иверской обители начинается в конце 1863 году, когда послушник Гефсиманского скита Свято-Троицкой Сергиевой Лавры Василий Меркулов (в 1866 году принял монашеский постриг под именем Варнава) с благословения митрополита Московского Филарета (Дроздова) прибыл по просьбе местных купцов в село Выксу Нижегородской губернии, подобрал место в близлежащем лесу для постройки богадельни и благословил православных благотворителей на начало строительство.
К осени 1864 года было закончено сооружение первой постройки — деревянного двухэтажного здания, внутри которого оборудовали трапезную и 12 келий. Рядом возвели флигель, в котором располагалась кухня. В это время в богадельне проживало 12 сестёр во главе с начальницей Неониллой Честновой.
В 1865 году преподобный Варнава прислал в богадельню Иверскую икону Божией Матери, благословив называться ей Иверской. В начале XX века в иконописной мастерской монастыря был сделан список размерами полтора на два метра. Список с иконы прославился как чудотворный, икона подаренная отцом Варнавой не сохранилась.
К 1867 году были возведены ещё два корпуса и деревянная шатровая звонница на столбах. В 1868 году построена первая домовая церковь, освящённая в честь Иверской иконы Божией Матери. Число насельниц к этому времени достигло более 50 человек.
В 1872 году начинается строительство первого каменного соборного храма в честь Иверской Иконы Божией Матери.

### Развитие общины

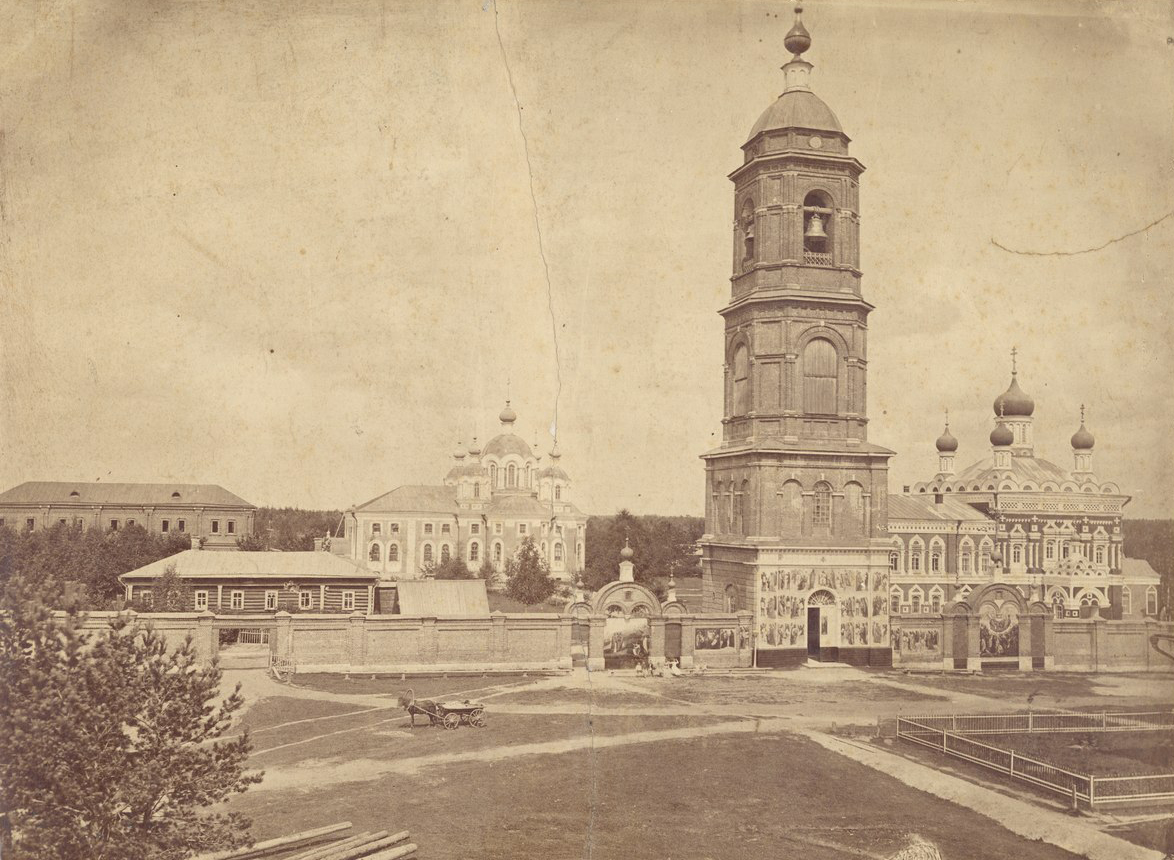
Иверский монастырь. Конец XIX века

18 мая 1874 года по решению Святейшего Синода богадельня возведена в статус общины. Начальницей становится Мария Пивоварова.
В 1874—1876 годах строится четырёхъярусная колокольня высотой 57 метров по проекту И. Ф. Каратаева с элементами классицизма и форм русской архитектуры XVII—XVIII веков.
12 и 13 июня 1877 года архиепископ Нижегородский и Арзамасский Иоанникий (Руднев) освятил храм в честь Иверской иконы Божией Матери. Возведённое под руководством архитектора И.Ф. Каратаева в духе эклектики кирпичное строение представляло собой четырёхстолпный пятикупольный храм с трапезной. Боковые приделы были посвящены: правый — Василию Великому и Ксении Римляныне, левый — Николаю Чудотворцу и Сергию Радонежскому. В 1892 году в подземной части была устроена пещерная церковь в честь Собора Бесплотных Сил с приделами Герасима Иорданского и Анастасии Римляныни; и апостола Петра и мученицы Агриппины.
Период 1878—1882 годов отмечен некоторым упадком общины, причиной которому послужил конфликт между основателем старцем Варнавой и новой начальницей общины Марией Пивоваровой. Средства от Варнавы перестают поступать, и строительство новых зданий практически прекращается. После ревизии, проведённой комиссией Святейшего Синода в начале 1882 года, Пивоварова отстраняется от управления общиной, а её место занимает монахиня Рыбинского Софийского монастыря Митрофания (Крюкова).
В 1884 году начинается строительство больничного корпуса с богадельней и домовой Успенской церковью в русском стиле по проекту архитектора А.П. Белоярцева. 8 июля 1887 года возведённый храм был освящён епископом Нижегородским и Арзамасским Модестом (Стрельбицким). Здание представляло собой бесстолпный двусветный пятиглавый четверик, украшенный богатым декором. С запада к нему примыкал двухэтажный больничный корпус. Благодаря арочному проёму, соединявшему больницу с храмом, тяжелобольные могли слушать службу, не вставая с постели.

### Расцвет монастыря

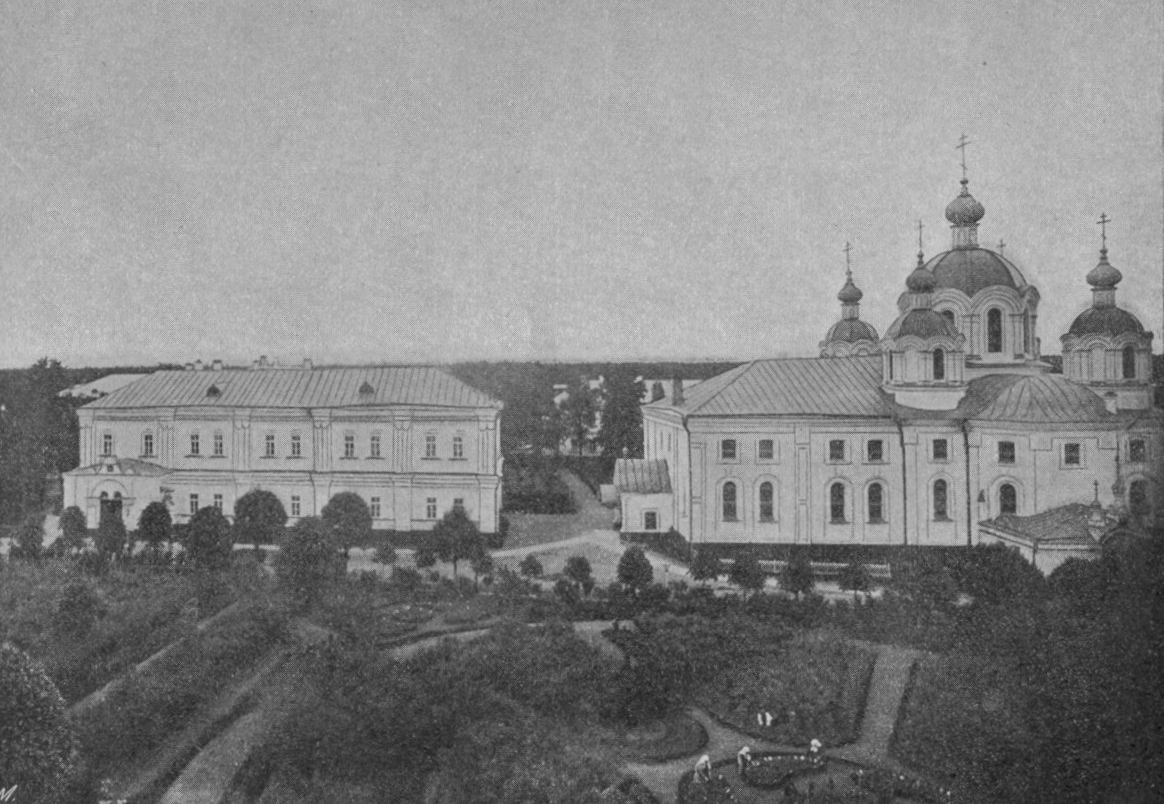
Трапезный корпус и Иверский храм. Начало XX века

8 июля 1887 года община обращена в общежительный третьеклассный монастырь. К этому моменту в монастыре насчитывается 151 насельница.
В 1892 году настоятельницей была избрана монахиня Павла (Кокушкина). В 1907—1919 годах обителью управляла игуменья Серафима (Сергеева).
В 1894 году у колокольни был надстроен пятый ярус. Таким образом высота колокольни увеличилась до 68 метров. Всего на ней было установлено 18 колоколов общим весом более 32 тонн. Вес самого большого из них составлял 17630 кг. В верхнем ярусе помещались часы со звоном, игравшие каждые 15 минут мелодию «Кто тя может избежать, смертный час». На южном и северном фасадах первого яруса размещались три ряда икон жития Богоматери, написанных на цинковых листах.

17 августа 1897 года к востоку от Иверского храма была совершена торжественная закладка нового соборного храма во имя Живоначальной Троицы. Возведение величественного четырёхстолпного пятиглавого собора в русско-византийском стиле по проекту П. А. Виноградова завершилось в 1902 году. В качестве прототипа архитектором был выбран Спасо-Преображенский собор Николо-Угрешского монастыря.

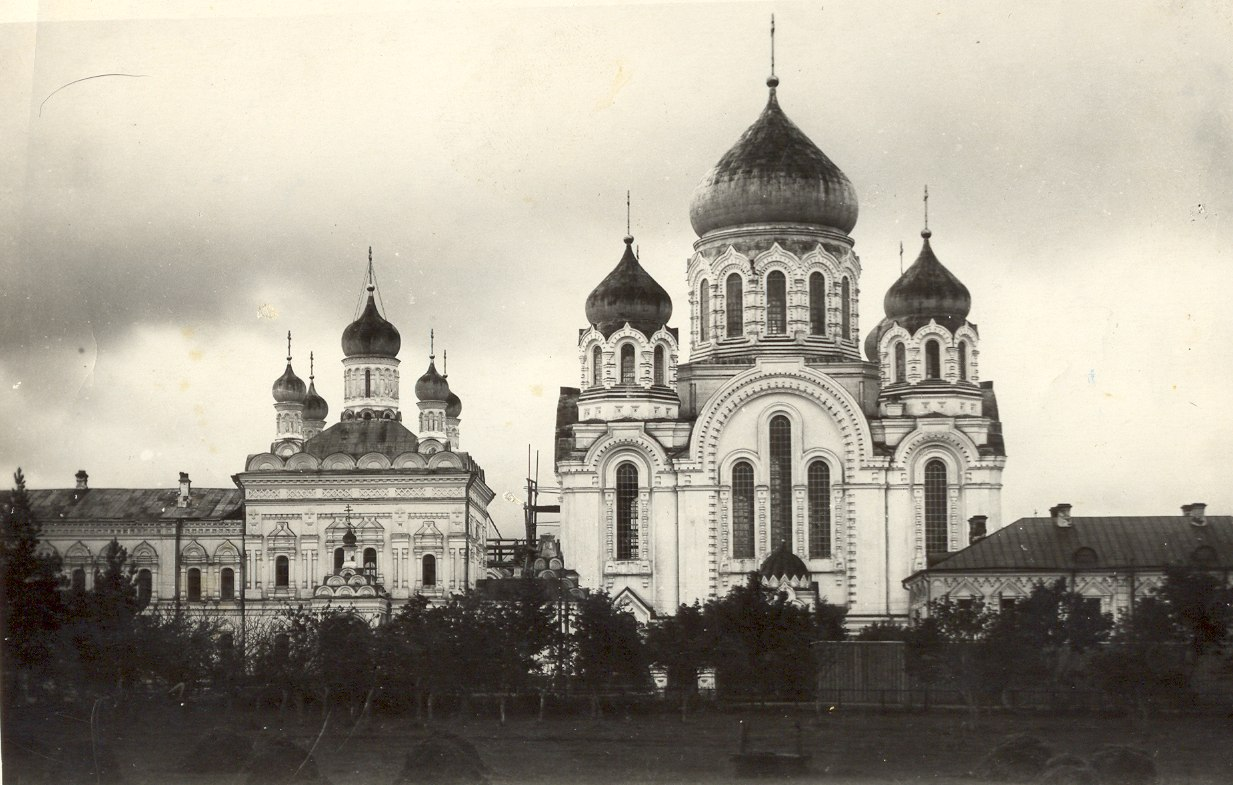
Успенский больничный храм и Троицкий собор. Начало XX века

В течение следующих лет собор готовился к своему открытию, но время освящения храма было отложено в связи с кончиной старца-основателя Варнавы в 1906 году. Дело почившего старца решили взять на себя товарищ обер-прокурора Священного Синода В. К. Саблер и купец В. Н. Муравьёв (Серафим Вырицкий). На их средства была завершена внутренняя отделка собора. 16 августа 1909 году архиепископом Нижегородским и Арзамасским Назарием (Киррилловым) и епископом Муромским Евгением (Мерцаловым) освящён главный престол собора. 18 и 19 августа 1912 года в присутствии многочисленных гостей, в том числе обер-прокурора Святейшего Синода В. К. Саблера и нижегородского губернатора А. Н. Хвостова, были освящены приделы собора: правый — во имя Вознесения Господня и левый — в честь Всех святых. Чин освящения провели митрополит Московский Владимир (Богоявленский), епископ Нижегородский Иоаким (Левицкий) и епископ Угличский Иосиф (Петровых) В 1913 году установлен металлический позолоченный иконостас. Все живописные работы, как и в двух других храмах обители, были выполнены палехской артелью художника Н. М. Сафонова. По окончании строительства собор имел высоту до креста 53 метра, длина с алтарём и папертью составляла 64 метра, а ширина 43 метра. Вместительность храма составляла порядка 5000 человек.

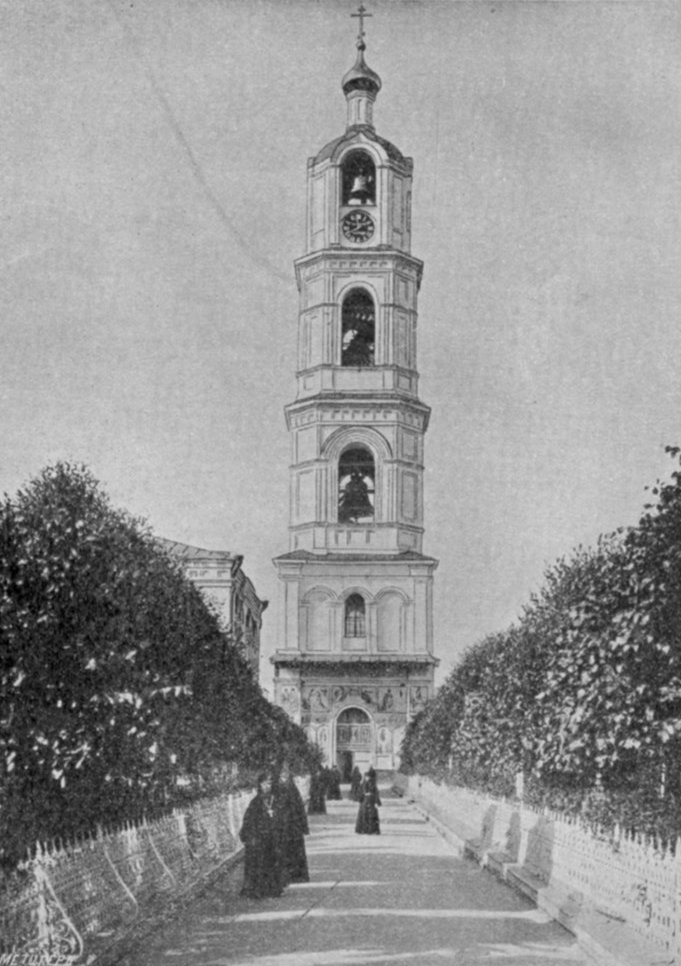
Колокольня. Начало XX века

К началу XX века архитектурная композиция монастыря сформировалась окончательно. Всего с момента основания обители и до её закрытия на внушительной территории (около 20 гектаров) было возведено более трёх десятков зданий и сооружений:
- Троицкий собор (1897—1902)
- Храм Иверской Божией Матери (1872—1877)
- Успенский храм (с больничным корпусом) (1887)
- Колокольня (1874—1876, 1894)
- Привратный корпус (с книжной и иконной лавкой) (1899)
- Трапезный корпус (1886—1889, 1894)
- Игуменский корпус (1890)
- Певческий корпус (1897)
- Тульский корпус (1899)
- Просфорный корпус (1900)
- Дворянский корпус (1902)
- Прачечная с баней (1902)
- Купеческая гостиница (1903)
- Квасоварня (1889)
- Странноприимная (1897)
- Дома священников (2 корпуса) (1893—1894)
- Дом для рабочих (1891)
- Келии (15 корпусов) (1866—1906)
- Дом огородниц (1897)
- Мастерские (1883)
- Домик старца Варнавы (1905)
- Гостиницы (2 корпуса) (1893)
- Скотный двор (1880)
- Кладовые (1889)
- Конный двор (1891)
- Привратный флигель (1890)
- Кладбище и часовня
- Мастерская свечного завода

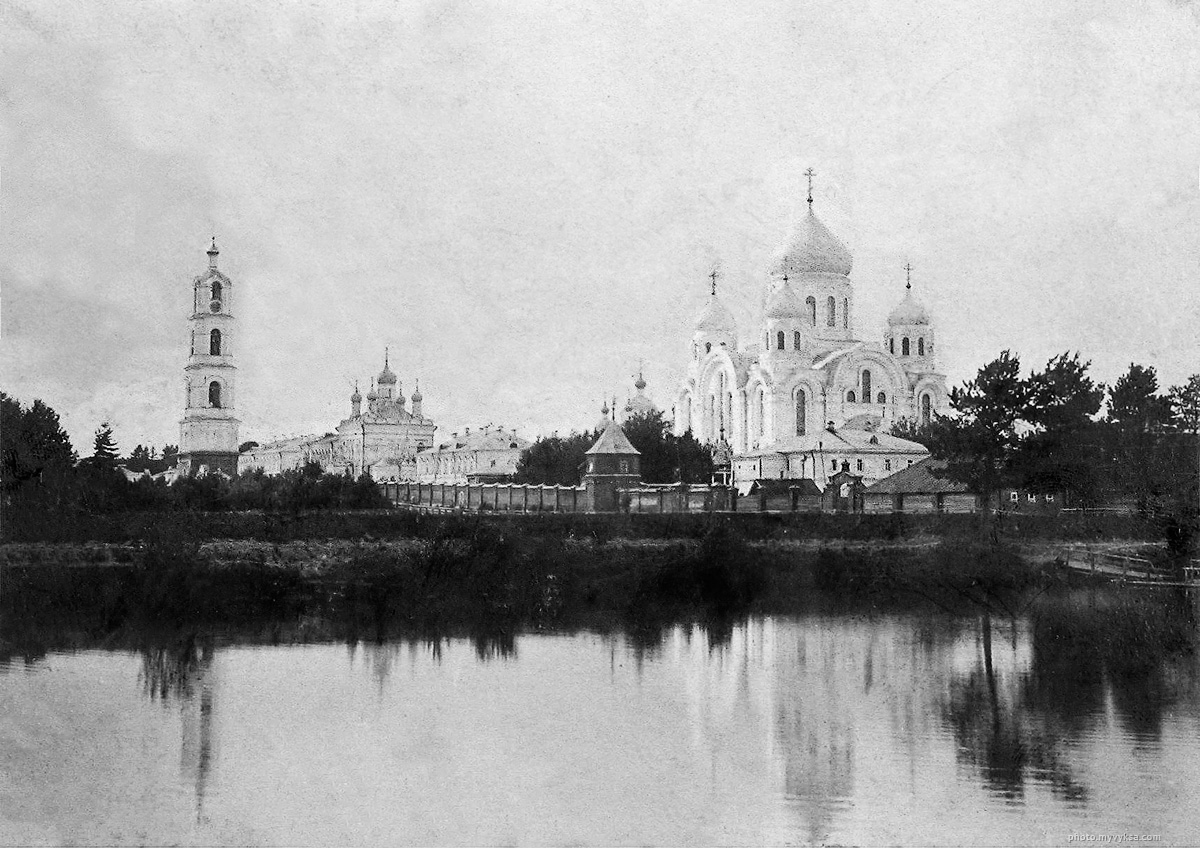
Храмовый ансамбль Иверского монастыря. Начало XX века

По периметру территория монастыря была обнесена глухой кирпичной оградой с четырьмя восьмигранными башнями по углам (1882—1884). Комплекс всех этих строений представлял собой яркий пример ансамбля периода господства эклектики.
Помимо зданий на территории монастыря находилось множество инфраструктурных и хозяйственных объектов: паровая машина, водопровод, два пруда, несколько колодцев, дровяные сараи, огороды с оранжереями, фруктовый сад и цветники. В лесу рядом с обителью был организован завод, где изготавливался обожжённый кирпич для нужд монастырского строительства. В нескольких километрах от основной территории во владении монастыря находился участок земли размером около 150 десятин, на котором сёстры заготавливали строительный лес и дрова. Там же располагалась пасека на 150 ульев и четыре деревянных флигеля для сестёр. Кроме того, в собственности монастыря находилось подворье из двух доходных домов в Москве и Иверская часовня при Центральном рынке в Санкт-Петербурге. В Выксе и Мотмосе на средства монастыря были построены церковно-приходские школы.
Во время Первой мировой войны на территории Иверского монастыря размещался лазарет для раненых. Одни насельницы неустанно лечили их и осуществляли уход, тогда как другие несли послушание в мастерских обители, занимаясь изготовлением воинского обмундирования, шитьём тёплых вещей или выпечкой сухарей для нужд армии. Обитель делала немалые денежные пожертвования в пользу специально созданного благотворительного Епархиального Комитета и Всероссийского Красного Креста, а также активно занималась сбором необходимых для фронта вещей среди нижегородцев. Кроме этого, на территорию монастыря из объятой военными действиями Курляндской губернии были эвакуированы 170 учениц Иллуксткого женского училища и около 100 монахинь Иллуксткого монастыря.

### Уничтожение и забвение

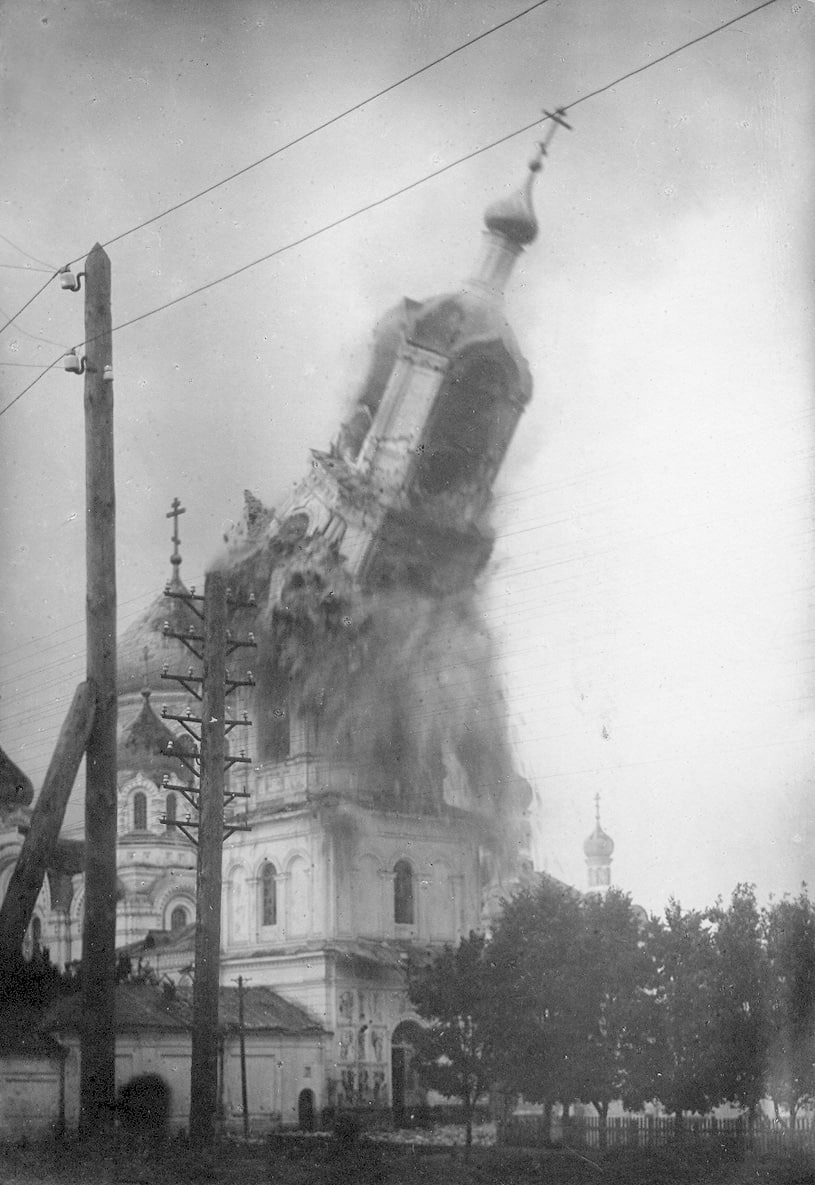
Подрыв колокольни, 1929 год

Первые десятилетия советской власти ознаменовались масштабными гонениями на церковь. Результатом этих гонений стали национализация культовых зданий, изъятие церковной утвари, осквернение святынь и репрессии в отношении духовенства и монашествующих. Иверский монастырь не избежал подобной участи.
К моменту Октябрьского переворота монастырь был одним из крупнейших в империи. В нём проживало 85 монахинь и 395 послушниц. Весной 1919 года архиепископ Нижегородский Евдоким (Мещерский) возвёл в сан игуменьи монахиню Маргариту (Солдаткину), а также совершил иноческий постриг 56 сестёр. Но уже начиная с 1921 года, жизнь монастыря приходит в упадок. Новые власти начинают активно отбирать монастырское имущество под собственные нужды.

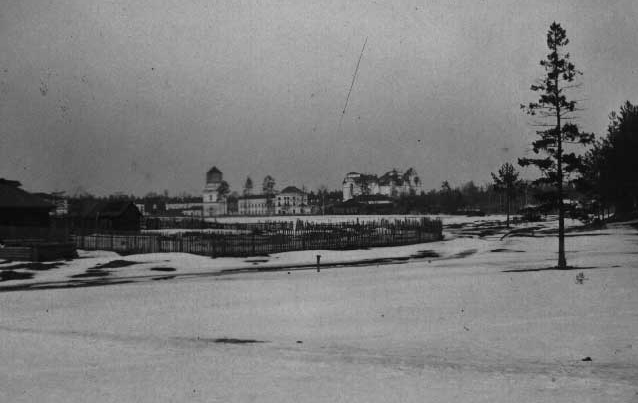
Руины монастыря

В связи с организацией Выксунского уезда с центром в Выксе дом игуменьи был занят уездным исполкомом. Отделы народного образования и здравоохранения разместились в дворянском корпусе, в трапезном корпусе начала работать совпартшкола. В больничном корпусе расположилась инфекционная больница. В освободившиеся келии въезжали семьи рабочих, служащих и партийных работников. В доме приезжих размещается гимназия. Трапезный и певческий корпуса переданы под рабфак, затем в них размещают техникум. Странноприимная использовалась как казарма, военкомат, а позже была хлебозаводом. Огородные участки монастыря переданы сельскохозяйственной коммуне, а мастерские и кузницы становятся пунктом подготовки рабочих и техников для строящегося завода дробильно-размольного оборудования.
В этот же период руководство уезда решает разобрать на кирпич монастырскую стену и Иверскую церковь. Из монастырского кирпича в Выксе были построены «старая» поликлиника, роддом и дворец культуры.
Решением президиума Нижегородского губисполкома от 30 мая 1924 года монастырь был закрыт. Часть сестёр была вынуждена уехать в близлежащие, пока ещё действующие монастыри.
В июне 1927 года взорваны Собор Живоначальной Троицы и три верхних яруса колокольни, с Успенского храма срезаны купола. При взрыве в пещерных кельях были заживо погребены сёстры-схимницы, не пожелавшие покинуть обитель. Однако полностью разрушить собор не удалось. Взрыв уничтожил своды, арки, столбы и хоры, но основной объём собора с западным притвором уцелели. Устоявшие после взрыва два нижних яруса колокольни стали использовать как водонапорную башню.
В ноябре 1937 года последняя игуменья обители Маргарита (Солдаткина) была арестована Муромским НКВД по обвинениям в антисоветской деятельности и спустя месяц расстреляна. Многие бывшие насельницы были осуждены и сосланы в исправительно-трудовые лагеря.
После закрытия монастыря чудотворный список был вывезен, а затем был найден сторожем в подсобном помещении Христорождественской церкви города Выксы, когда тот пошёл на детский плач. Икона хранилась в доме сторожа до открытия Христорождественской церкви.
К концу советской эпохи на территории монастыря появляются два панельных пятиэтажных дома, окончательно нарушивших исторический облик обители, а большая часть зданий, уцелевших за годы гонений, приходит в запустение и начинает разрушаться.

## Современная жизнь обители

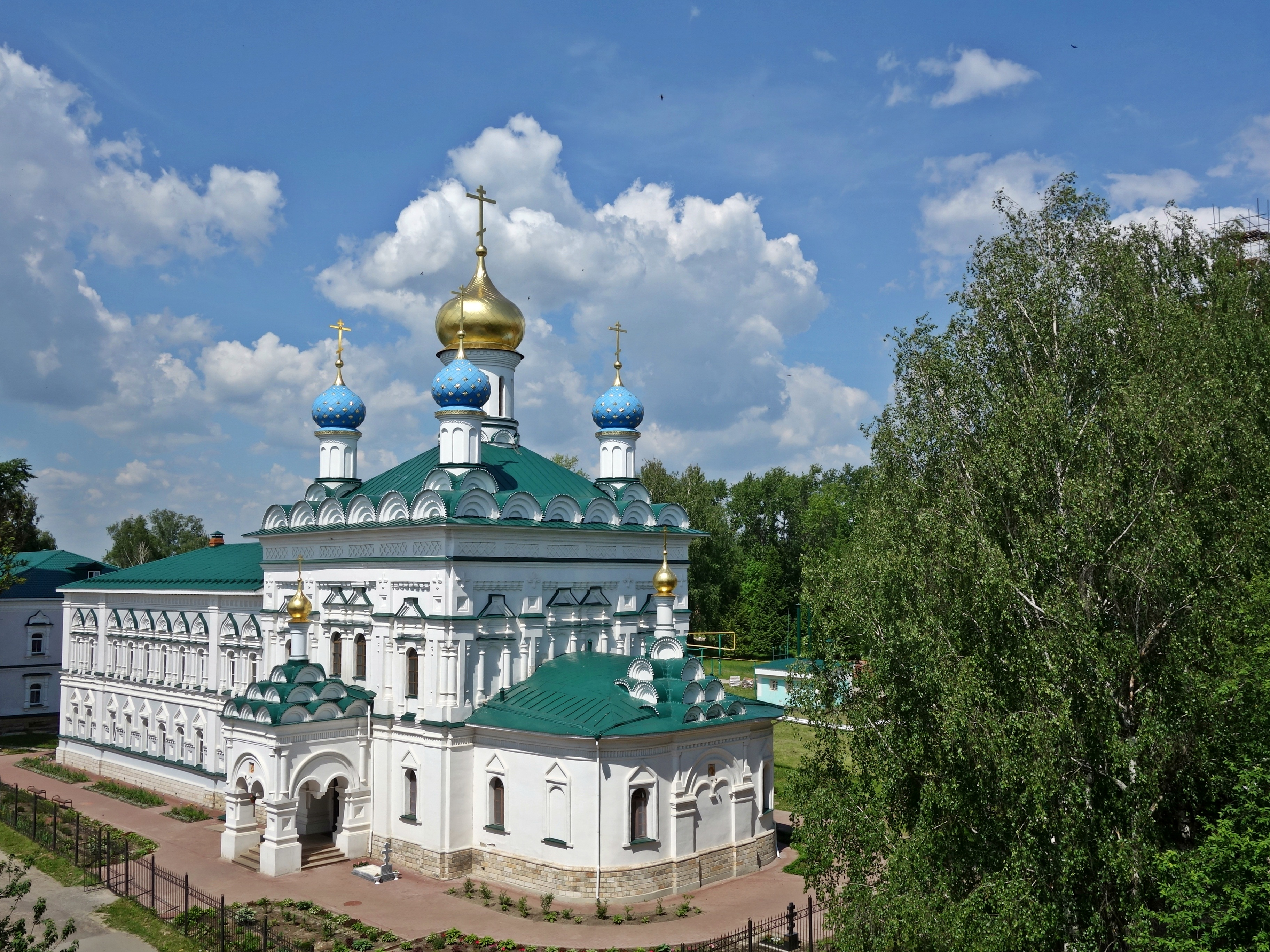
Восстановленный Успенский храм

26 октября 1991 года, в день празднования Иверской иконы Божией Матери, была зарегистрирована религиозная община. Настоятелем прихода при ней был назначен иерей Александр Куликов. Под первый храм была переоборудована бывшая церковная лавка, главный престол был освящён в честь иконы Иверской Божией Матери. 25 февраля 1993 года в Иверской церкви была отслужена первая Божественная литургия. В начале 1990-х начался процесс возвращения прежнего монастырского имущества Русской православной церкви. Были произведены восстановительные работы в домике преподобного Варнавы и расчистка руин Троицкого собора, во время которой из-под обломков кирпича была извлечена Тихвинская икона Божией Матери.
26 октября 1996 года указом митрополита Нижегородского и Арзамасского Николая (Кутепова) община преобразована в монастырь. Первой настоятельницей становится монахиня Феофилакта (Левинкова). На Пасху 1997 года чудотворный список Иверской иконы был возвращён в монастырь. Сёстры Серафимо-Дивеевского монастыря помогли отреставрировать икону и сделать новый список, который сёстры монастыря возят на православные ярмарки.
27 сентября 2000 года по благословению архиепископа Нижегородского и Арзамасского Николая (Кутепова) в здание бывшей Купеческой гостиницы переехало духовное училище, открытое в Выксе ещё в 1996 году и располагавшееся ранее в храме Иоанна Богослова.
27 ноября 2003 года, после трёх лет восстановительных работ, в притворе Троицкого собора был освящён придел в честь преподобного Варнавы Гефсиманского. Чин освящения провёл епископ Нижегородский и Арзамасский Георгий (Данилов).
В 2004 года монахиня Антония (Миронова) назначена новой настоятельницей Иверского монастыря.
3 марта 2010 года архиепископ Нижегородский и Арзамасский Георгий (Данилов) совершил иноческий постриг над четырьмя насельницами, одна инокиня была пострижена в мантию.

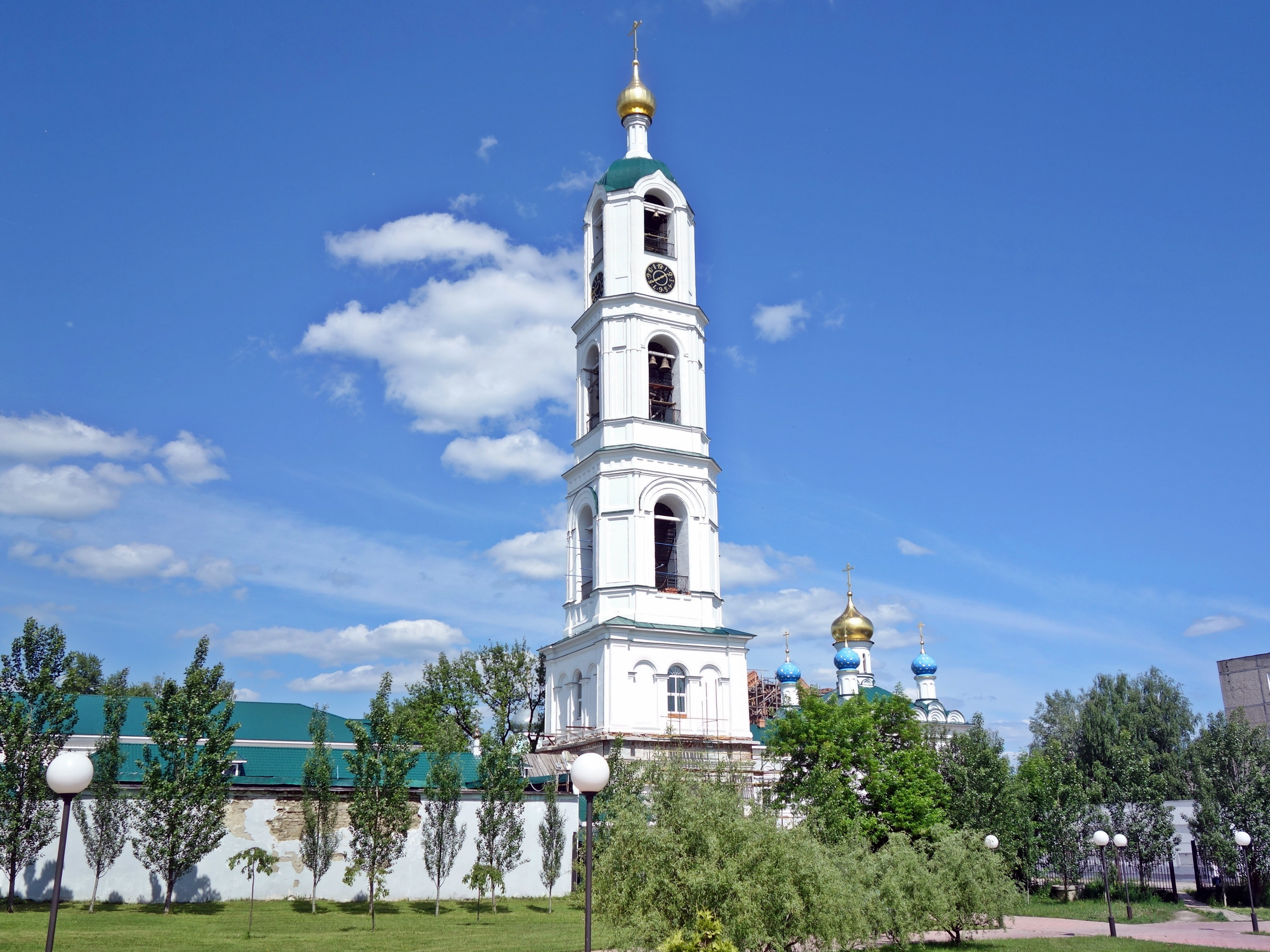
Восстановленная колокольня

В 2011 году велось исследование фундамента Троицкого собора для определения возможности восстановления на нём здания. В этом же году началось восстановление колокольни.
8 февраля 2012 года на территорию монастыря вертолётом Ми-8 был доставлен купол для Успенского храма. Купол был изготовлен в городе Переславле-Залесском. Затем собран на Выксунском металлургическом заводе и там же позолочен.
2 апреля 2012 года митрополит Нижегородский и Арзамасский Георгий (Данилов) совершил чин освящения крестов и куполов для Успенской церкви и чин освящения колоколов. Восстановление внешнего убранства Успенского храма к этому времени уже было завершено и вскоре планировалось начать реставрацию его внутренних помещений. Колокола же были подняты на восстанавливаемую колокольню только 1 июня. Перед этим епископ Выксунский и Павловский Варнава (Баранов) совершил молебен на начало всякого доброго дела.
Летом 2012 года, в связи с созданием новой Выксунской епархии и необходимости решения вопроса о финансировании, работы в Троицком соборе и Успенском храме приостановлены.
23 октября 2012 года епископ Выксунский и Павловский Варнава (Баранов) совершил чин освящения купола и креста. В этот же день они были установлены на строящуюся колокольню.
16 ноября 2014 года в Выксе прошли торжества, посвящённые 150-летнему юбилею выксунского Иверского женского монастыря.
9 февраля 2016 года епископ Выксунский и Павловский Варнава (Баранов) освятил Великим чином храм в честь Успения Божией Матери.
С начала 2018 года, в связи с проведением восстановительных работ, территория монастыря закрыта для автомобильного транспорта. Существовавшая в течение многих лет на месте монастырских цветников конечная остановка общественного транспорта перенесена в другое место.

## Подворья
- Храм в честь Живоначальной Троицы в селе Полдеревка (городской округ город Выкса)[7].

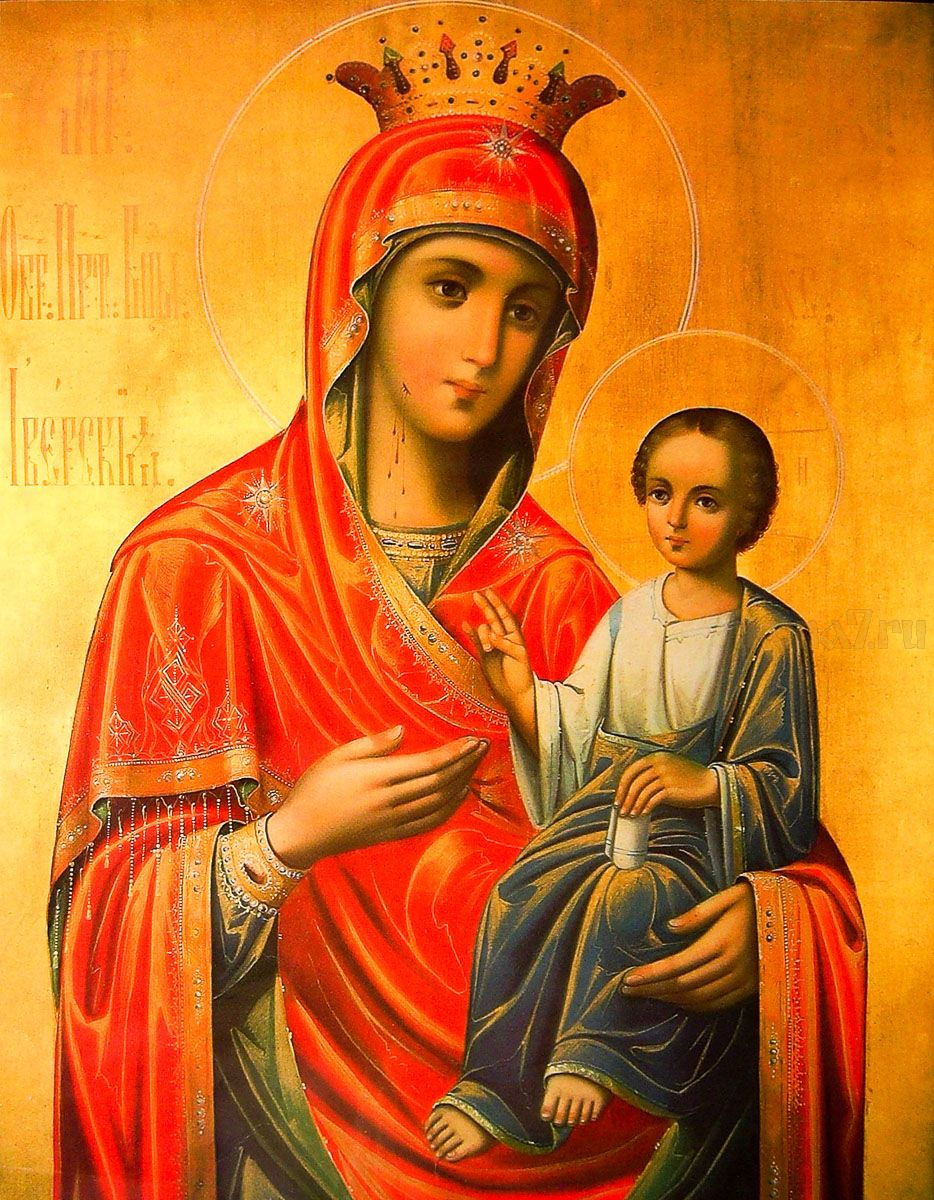
Иверская икона Божией Матери

## Монастырские святыни
- Список с Иверской иконой Божией Матери
- Ковчежец с частицей мощей преподобного Варнавы Гефсиманского и его личная епитрахиль
- Купель и статуя Плачущего Христа (в настоящее время находятся в выксунском храме Рождества Христова)

## Праздники и чтимые даты
- 25 февраля, вторник Светлой седмицы, 6 мая, 26 октября — Иверской иконы Божией Матери
- 2 марта — преподобного Варнавы Гефсиманского
- 19 июля — Собор Радонежских святых

## Интересные факты
- В монастыре расположен один из двух храмов Нижегородской митрополии, престол которых освящён в честь Иверской иконы Божией Матери[36].
- За годы советской власти с лица земли были полностью стёрты 9 зданий (в том числе самый первый храм обители — Иверский) и кирпичная ограда монастыря с двумя башнями[37].
- В 2011 году на территории монастыря открыт трёхметровый памятник старцу-основателю обители преподобному Варнаве Гефсиманскому[38].
- В сквере монастыря находится одно из самых больших мозаичных панно в мире, размером 5x7 метров, состоящее из 282 тысяч элементов. За его основу взята дореволюционная литография с изображением монастыря[39].
- Во время реставрации Успенского храма под слоем штукатурки были обнаружены фрагменты первоначальных фресок, в частности образ Божией Матери «Всех скорбящих радость»[40].